# Martin Heinrich Fuhrmann
Martin Heinrich Fuhrmann (Templin, 28 décembre 1669 – Berlin, 25 juin 1745) est un organiste, cantor et théoricien de la musique prussien. 

## Biographie
Martin Heinrich Fuhrmann est le fils de Martin Fuhrmann († 1709), qui est d'abord recteur à Zehdenick (au Nord de Berlin), puis pasteur et surintendant à Templin, où naît Martin Heinrich probablement le 28 décembre 1669. Il effectue ses études à Halle dès 1692 et reçoit son éducation musicale de FG Klingenberg, un élève de Buxtehude, mais également de Hennigsen, Zachow (le professeur de Haendel) et Schelle pour le contrepoint à Leipzig. 
En 1694, Fuhrmann est nommé organiste à Soldin et l'année suivante cantor à la Neustadt de Berlin. De 1704 jusqu'à la fin de sa carrière en 1742, il est cantor au lycée de Friedrichswerder de Berlin.
Aucune œuvre d'orgue de Fuhrmann ne semble avoir survécu,.
En termes de théorie musicale, écrivant sous divers pseudonymes, Fuhrmann s’oppose à Johann Mattheson. Il écrit généralement dans un style satirique, souvent obscur, avec des images rhétoriques recherchées. Ses traités sont une riche source d’information pour l’étude des dernières décennies du baroque allemand,.

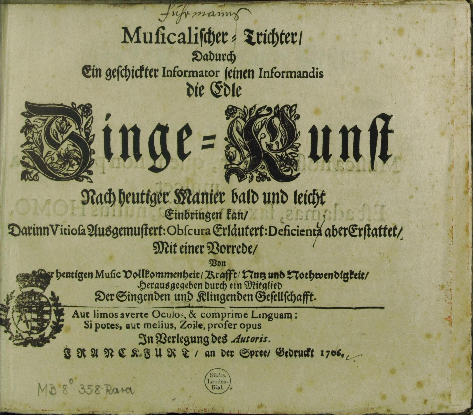
Page de titre du Musicalischer-Trichter (1706) de Martin Heinrich Fuhrmann.

## Écrits
Les six livres publiés de Martin Heinrich Fuhrmann :
- Musicalischer Trichter. Francfort 1706 [lire en ligne]
- Musica vocalis in nuce. Berlin 1715 [lire en ligne]
- Das in unsern Opern-Theatris. Canterbury 1728
- Gerechte Wag-Schal. Altona 1728
- Die an der Kirchen Gottes gebauete Satans-Capelle. Cologne 1729
- Die von den Pforten der Hölle bestürmete. Berlin 1730